# Odontoglossum cirrhosum
Odontoglossum cirrhosum es una especie de orquídea con hábitos de epifita, originaria de Sudamérica.

## Descripción
Es una  orquídea  de pequeño a mediano tamaño, con hábitos de epifita y con pseudobulbos oblongo-ovoides, comprimidos envueltos basalmente por 3 pares de vainas foliáceas dísticas que llevan una sola hoja apical, lineal oblongas a elíptico-oblongas, agudas. Florece en la primavera en una inflorescencia basal, erecta a arqueada, de 60 cm de largo, racemosa o paniculada, con muchas flores, que surge de un  pseudobulbo maduro, que es más largo que la hoja y tiene grandes flores.

## Distribución y hábitat
Se encuentra en Colombia, Ecuador y Perú en los bosques montanos nubosos húmedos a altitudes de 1200-2900 metros.

## Taxonomía
Odontoglossum cirrhosum fue descrita por John Lindley   y publicado en The Genera and Species of Orchidaceous Plants 211. 1833.
Etimología
Odontoglossum: nombre genérico que procede del griego antiguo  "odontos" = (diente) y "glossos" = (lengua), pues el  labelo  presenta en su centro unas callosidades en forma de dientes.
cirrhosum: epíteto latino que significa "con muchos rizos".
Sinonimia
- Oncidium cirrhosum (Lindl.) Beer[1][4][5]